# Jozef Vancoillie
Jozef Vancoillie (Rumbeke, 29 november 1906 – Rumbeke, 24 januari 1973) was een Belgisch politicus voor de CVP. Hij was schepen en nadien burgemeester van Rumbeke van 1956 tot 1971.

## Levensloop
Jozef Vancoillie was een landbouwer uit Rumbeke. Na de Tweede Wereldoorlog nam hij voor het eerst deel aan de gemeenteraadsverkiezingen voor de lijst CVP. Hij werd verkozen en werd aangesteld als schepen. Na het overlijden in 1956 van burgemeester Georges Verstraete werd Vancoillie de nieuwe burgemeester van Rumbeke. Dit was opmerkelijk gezien Vancoillie toen de enige landbouwer van de CVP-fractie was. Bij de volgende gemeenteraadsverkiezingen in 1958 haalde hij dubbel zoveel voorkeurstemmen als de nummer twee. Ook bij de latere verkiezingen van 1964 en 1970 behield Vancoillie met zijn partij de absolute meerderheid in de gemeenteraad en binnen zijn partij het hoogste aantal voorkeurstemmen. Na de verkiezingen van 1970 besloot Vancoillie, zoals afgesproken, na een jaar het burgemeesterschap over te dragen aan zijn opvolger Marcel Delodder. Hij bleef nog in de raad zetelen tot zijn overlijden begin 1973.
Onder burgemeester Vancoillie zette Rumbeke de stap van een uitgestrekte landbouwgemeente naar een woongemeente. Het inwonersaantal steeg door de komst van tal van nieuwe woonwijken, een verschijnsel dat voordien in Rumbeke nauwelijks voorkwam. Onder zijn bewind werd ook gestart met de aanleg van de ring rond Roeselare over Rumbeeks grondgebied. 